# گلوریا آرتیس

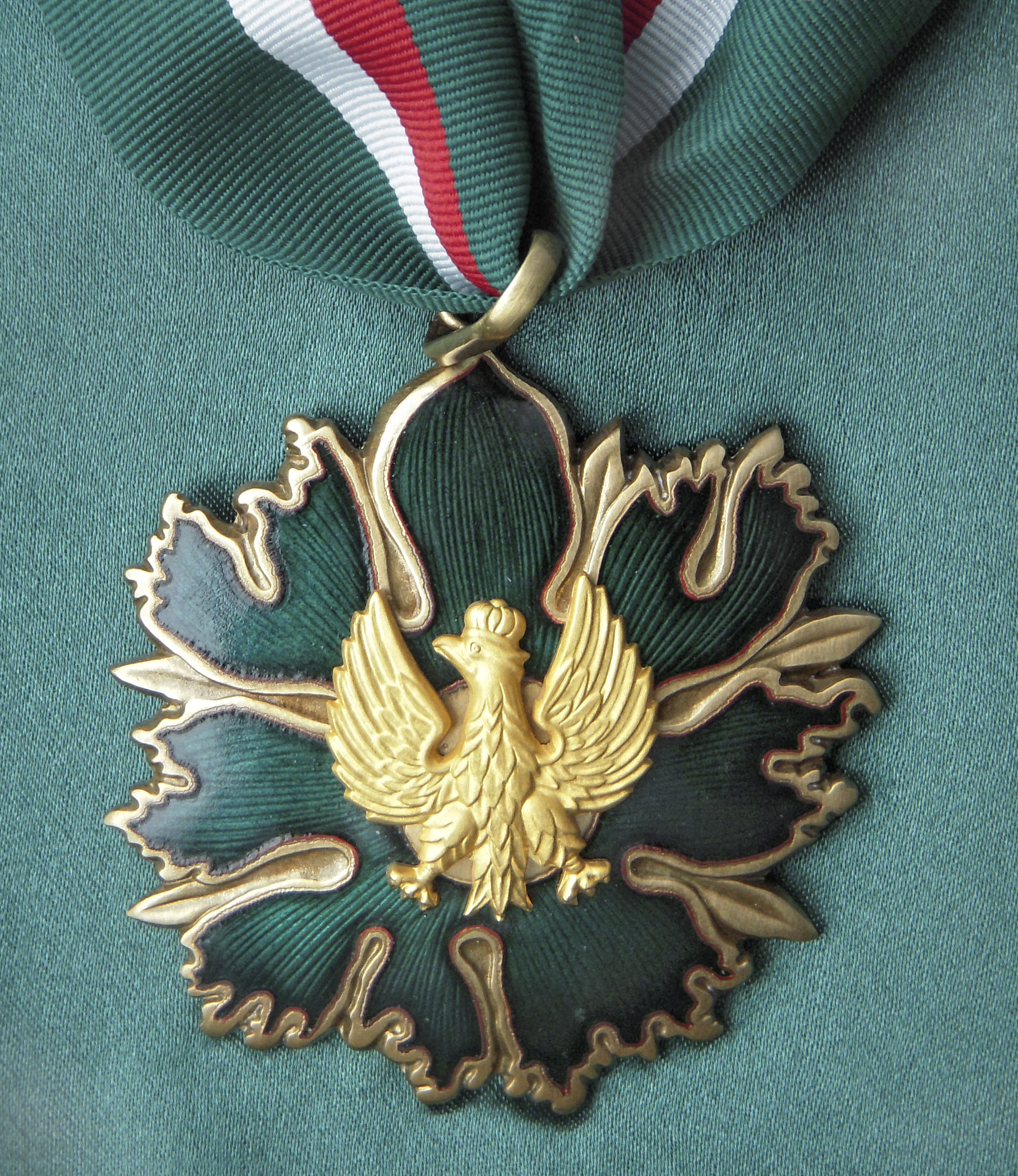
مدال طلای گلوریا آرتیس.

گلوریا آرتیس با نامِ کاملِ شایستگی در فرهنگ - گلوریا آرتیس (لهستانی: Zasłużony Kulturze - Gloria Artis) نام یک مدال در زمینه هنر است که توسط «وزارت فرهنگ و میراث ملی جمهوری لهستان» به افراد یا سازمان‌هایی که مشارکت برجسته‌ای در زمینه فرهنگ لهستان و میراث ملی این کشور داشته‌اند، اهدا می‌شود.
این نشان دارای سه سطح است: طلا، نقره و برنز که روبانِ آنها به ترتیب سبز، آبی یا شرابی است و یک نوارِ نازکِ سفید-قرمز (پرچم لهستان) در وسط این روبان دیده می‌شود. آغازِ اعطای این جایزهٔ فرهنگی، از ۱۷ ژوئن ۲۰۰۵ میلادی به این سو بوده‌است.

## نگارخانه
- روبان مدال طلا.
- روبان مدال نقره.
- روبان مدال برنز.